# Consumo di energia in Italia
Il consumo di energia in Italia è da attribuire a diversi settori, sia produttivi che settore domestici.

## Consumo d'energia del settore domestisco
Ogni anno, in media, secondo quanto stimato dall’Autorità di regolazione per energia reti e ambiente, il consumo domestico di energia, di una famiglia composta da 3 o 4 componenti, ammonta a 2700 kWh (con una potenza impegnata di 3 kW) ed è volto alla produzione di energia termica o elettrica impiegata per soddisfare esigenze di funzionamento degli elettrodomestici, esigenze di illuminazione e produzione di acqua calda sanitaria e soprattutto esigenze di riscaldamento e raffrescamento. Più in particolare, il raffrescamento e riscaldamento sono considerati i settori maggiormente energivori a livello Europeo e rappresentano infatti il 50% degli usi finali dell’energia il cui fabbisogno è soddisfatto in larga parte da combustibili fossili con gravi conseguenze in termini di emissioni ritenute responsabili del riscaldamento globale del pianeta.
Con il passare del tempo dunque, alla necessità di abbattere il consumo energetico e ridurre l’impatto ambientale si è risposto attraverso l’incentivo al contenimento passivo delle emissioni nonché mediante l’utilizzo di forme di riscaldamento e raffreddamento efficienti e con costi esterni relativamente bassi, quali il teleriscaldamento, conosciuto in Italia dagli anni ’70 e disciplinato maggiormente dal legislatore nel decennio 1990-2000 e il teleraffrescamento.
Il legislatore italiano inoltre, attraverso il d.lgs. 2 febbraio del 2007, n. 26, ha dato attuazione ad un’importantissima direttiva, la 2003/96/CE, al fine di sostenere la protezione ambientale e il compimento degli impegni internazionali inerenti al clima, in particolare il Protocollo di Kyoto. Tramite la direttiva in esame sono stati stabiliti dei livelli minimi di tassazione sui prodotti energetici diversi dagli oli minerali, soprattutto energia elettrica e gas. Inoltre, è stato ampliato l’insieme dei prodotti energetici che gli Stati membri devono obbligatoriamente sottoporre ad accisa ed è stato anche previsto che la generazione combinata di calore e di elettricità benefici di un trattamento fiscale privilegiato, di nuove ipotesi di esenzione e di riduzione dell’accisa. L’attuale quadro europeo per la tassazione dell’energia necessita comunque di un aggiornamento cui nel corso degli anni, in particolare nel 2011 su proposta della Commissione e successivamente nel 2017 attraverso il rilascio del documento “Valutazione della direttiva 2003/96/CE” si è cercato di dar seguito, anche alla luce del nuovo Accordo di Parigi del 2015, senza ottenere ancora oggi risultati concreti. Le previsioni della direttiva raggiungono a stento il miglioramento dell’efficienza energetica della produzione e del consumo o la diversificazione delle fonti energetiche e questo perché le imposte si basano sul volume dei prodotti energetici consumati e non sul contenuto energetico o sulle emissioni da esse provocate; circostanza che discrimina i carburanti rinnovabili e favorisce invece i carburanti fossili, in piena contraddizione con le politiche ambientali dell’Unione.

## Consumo industriale di energia
Gli impianti industriali concorrono per una quota estremamente significativa del totale delle emissioni prodotte dal gas a effetto serra e dai principali inquinanti atmosferici nonché di altri importanti effetti ambientali tra i quali l'inquinamento delle acque e del suolo, la produzione di rifiuti ed il consumo di energia.
È così che fin dagli anni ‘90 si ritrova una tendenza, che via via si è sempre più diffusa, orientata alla decarbonizzazione e confermata anche nella Dichiarazione di Marrakech, sottoscritta nel 2016 dai 196 paesi partecipanti alla conferenza della Convenzione quadro delle Nazioni Unite sui cambiamenti climatici. Per raggiungere l’obiettivo della decarbonizzazione è necessario:
- Ridurre i consumi di energia; Per quanto attiene alla riduzione dei consumi energetici, attraverso il D.M 20 luglio 2004, nella legislazione italiana è stato introdotto il sistema dei Certificati bianchi (anche noto come TEE ossia Titoli di Efficienza Energetica), il quale costituisce il principale strumento di promozione dell'efficienza energetica in Italia. Ad oggi, la disciplina dei Certificati bianchi si rinviene nel D.M. 11 gennaio 2017, come modificato dal D.M. 10 maggio 2018. Anche le unità di cogenerazione riconosciute CAR[N 5] possono accedere al meccanismo dei certificati bianchi sulla base delle condizioni e delle procedure previste dal D.M. 05 settembre 2011[5].

- Migliorare e ottimizzare l’efficienza energetica. Sul fronte del miglioramento e dell’ottimizzazione per l’efficienza energetica ricordiamo invece degli incentivi fiscali tra cui figurano il conto termico, confermato anche per il 2021, e il Fondo Nazionale per l’Efficienza Energetica (FNEE). Per quanto riguarda il primo, si tratta di un fondo, gestito dal Gestore dei servizi energetici (GSE), istituito con il D.M. 28 dicembre 2012 e successivamente modificato mediante il DM 16 febbraio 2016 e rinominato Conto Termico 2.0.[6] Tra i possibili beneficiari del conto termico figurano, oltre che la pubblica amministrazione e i privati, anche le imprese per interventi diretti per l’appunto alla massimizzazione dell’efficienza energetica e per interventi su quegli impianti che producono energia termica mediante fonti rinnovabili oppure mediante sistemi ad alta efficienza. Per quanto attiene invece al secondo, il Fondo Nazionale per l’Efficienza Energetica è stato istituito presso il Ministero dello sviluppo economico con d.lgs. 4 luglio 2014, n. 102 ed è attualmente disciplinato dal D.M. 22 dicembre 2017[7]. Si tratta di un incentivo volto a realizzare interventi inerenti agli obiettivi nazionali di efficienza energetica, in linea con quanto previsto dal Protocollo di Kyoto, attraverso il coinvolgimento di istituti finanziari, nazionali e comunitari. Esso è un incentivo destinato alle imprese, nonché alla Pubblica amministrazione, su immobili, impianti e processi produttivi. Più nello specifico, gli interventi sostenuti devono essere mirati a ridurre il consumo energetico nei processi industriali, a realizzare e ampliare reti per il teleriscaldamento, l’efficientamento dei servizi e la riqualificazione energetica degli edifici.
- Incentivare il ricorso alle fonti energetiche rinnovabili abbandonando progressivamente quelle fossili.[4] Per quanto riguarda l’ultimo punto, la produzione di energia attraverso l’utilizzo di materiali inquinanti non costituisce un’esclusiva del settore industriale: i combustibili di provenienza fossile vengono utilizzati anche dalle famiglie, talora quotidianamente, per gli usi più svariati (dal riscaldamento, al trasporto con veicoli privati, alla produzione di energia elettrica in forma domestica, ecc). Tuttavia, è chiaro che a destare maggiore preoccupazione è la quantità molto elevata di fonti d’energia di provenienza fossile impiegata nell’industria, per i relativi problemi che pone un uso spregiudicato e per le necessariamente complesse modalità di smaltimento. Uno degli scopi intrinseci della tassazione ambientale infatti è quello di disincentivare l’utilizzo delle fonti non rinnovabili[N 6] e, ove evidenti ragioni economiche impedivano di vietare produzione ed utilizzo di determinate materie prime[N 7], il legislatore italiano in primis ha iniziato a tassarne l’impiego diretto alla produzione di energia termica ed elettrica, incentivando invece l’uso delle fonti rinnovabili e più in particolare, introducendo, a partire dal 2010, dei sussidi energetici per aumentare l’impiego in particolare, dell’energia fotovoltaica [N 8].

### Esplicative
1. ↑  Forma di riscaldamento in cui il calore può essere prodotto in una centrale che lavora a gas naturale o combustibili fossili, attraverso la combustione di biomasse o la termovalorizzazione dei rifiuti solidi urbani.
2. ↑  La regione più appassionata a questo tipo di sistemi è la Lombardia: alle 9 reti presenti sul territorio regionale, infatti, è associato il 56% dell’estensione complessiva delle reti nazionali e il 36% della volumetria raffrescata. Sul podio anche l’Emilia Romagna, con 10 reti presenti sul territorio, cui sono associati il 31% dell’estensione e il 28% della volumetria. Piemonte, Liguria, Veneto, Lazio e le due province autonome di Trento e Bolzano completano il quadro ma con numeri notevolmente più ridotti.
3. ↑  La direttiva 2003/96/CE abroga le precedenti direttive 92/81/CEE, relativa all'armonizzazione delle strutture delle accise sugli oli minerali, e 92/82/CE, relativa al ravvicinamento delle aliquote di accisa sugli oli minerali, e modifica la direttiva 92/12/CEE, che disciplina il regime generale, la detenzione, la circolazione e i controlli dei prodotti soggetti ad accisa.
4. ↑  A livello globale, l’energia consumata in ambito industriale ricopre una percentuale pari a circa il 29%.
5. ↑  CAR: Cogenerazione ad Alto Rendimento
6. ↑  Si può pensare al caso dell’amianto, la cui estrazione, importazione, utilizzazione, commercializzazione e smaltimento furono vietati, in Italia, nel 1992, con la L. 27 marzo, n. 257.
7. ↑  Esempi in tal senso possono essere la Carbon Tax, istituita con l’articolo 8 c. 7 L. 23 dicembre 1998, n. 448 poi abrogato con d. lgs. 2 febbraio 2007, n. 26 e la Robin Hood Tax, contenuta nella L. 6 agosto 2008, n. 133 poi abrogata con sentenza n. 10 del 9 febbraio 2015 dalla Corte costituzionale per violazione degli artt. 3 e 53 Cost.
8. ↑  Si veda il DM 6 agosto 2010 “Incentivazione della produzione di energia elettrica mediante conversione fotovoltaica della fonte solare”, emanato dal Ministero dello Sviluppo Economico di concerto con il Ministero dell’Ambiente e della Tutela del Territorio e del Mare, pubblicato in Gazzetta Ufficiale del 24 agosto 2010.

### Bibliografiche
1. ↑   D. Lgs. 2 febbraio 2007, n. 26. (PDF), su catastoenergetico.regione.sicilia.it. URL consultato il 9 maggio 2021 (archiviato dall'url originale il 5 maggio 2021).
2. ↑   Proposta di direttiva del Consiglio, che modifica la direttiva 2003/96 / CE, che ristruttura il quadro comunitario per la tassazione dei prodotti energetici e dell'elettricità. [collegamento interrotto], su eurlex.europa.eu.
3. ↑   Documento di lavoro dei servizi della Commissione Valutazione della direttiva 2003/96 / CE del Consiglio del 27 ottobre 2003 ristrutturare il quadro comunitario per la tassazione dei prodotti energetici e dell'elettricità., su data.consilium.europa.eu.
4. 1 2   R. Fazioli, D. Lenza, "Analisi dell’incentivazione all’efficienza energetica nella liberalizzazione del settore della distribuzione gas: analisi e prospettive per distributori ed ESCO", in L’industria, 2018, a pag. 284.
5. ↑   D.M. 05 settembre 2011 (PDF), su gse.it. URL consultato il 9 maggio 2021 (archiviato dall'url originale il 6 maggio 2021).
6. ↑   DM 16 febbraio 2016 (PDF), su gse.it. URL consultato il 9 maggio 2021 (archiviato dall'url originale il 5 maggio 2021).
7. ↑   D.M. 22 dicembre 2017 (PDF), su anit.it.